# Agapetes mondangensis
Agapetes mondangensis là một loài thực vật có hoa trong họ Thạch nam. Loài này được H.Li mô tả khoa học đầu tiên năm 1993.